# Lorenzo Orengo
Lorenzo Orengo (* 29. November 1838 in Genua; † 25. März 1909 ebenda) war ein italienischer Bildhauer.

## Leben
Lorenzo Orengo wurde 1838 als Sohn von Luigi Orengo und Teresa Ottone geboren. Ab 1852 studierte er Bildhauerei an der Accademia Ligustica di Belle Arti bei Santo Varni und arbeitete in dessen Atelier mit. Bei Carlo Rubatto verfeinerte er die Technik der Marmorskulptur. Zwischen 1863 und 1898 nahm er häufig mit Gipsmodellen und fertigen Marmorstatuen an den Ausstellungen der Società promotrice di belle arti di Genova teil.
Orengo war wie sein Lehrer Varni ein typischer Vertreter des bürgerlichen Realismus des 19. Jahrhunderts, der Genrewerke und insbesondere zahlreiche Grabdenkmäler aus Marmor schuf, die zumeist Szenen aus dem Leben und kaum Allegorien zeigen. Er war einer der gefragtesten Bildhauer für den Monumentalfriedhof Staglieno in Genua. Seine Skulpturen zeigen seine Akribie bei kleinsten Details der menschlichen Anatomie, der Kleidung und des Zubehörs. Um eine möglichst realistische Darstellung der Porträts zu erzielen, nutzte er manchmal Fotografien oder Gipsabdrücke der Gesichter der Verstorbenen.
Einer seiner Schüler war sein Sohn Luigi Orengo.

## Werke

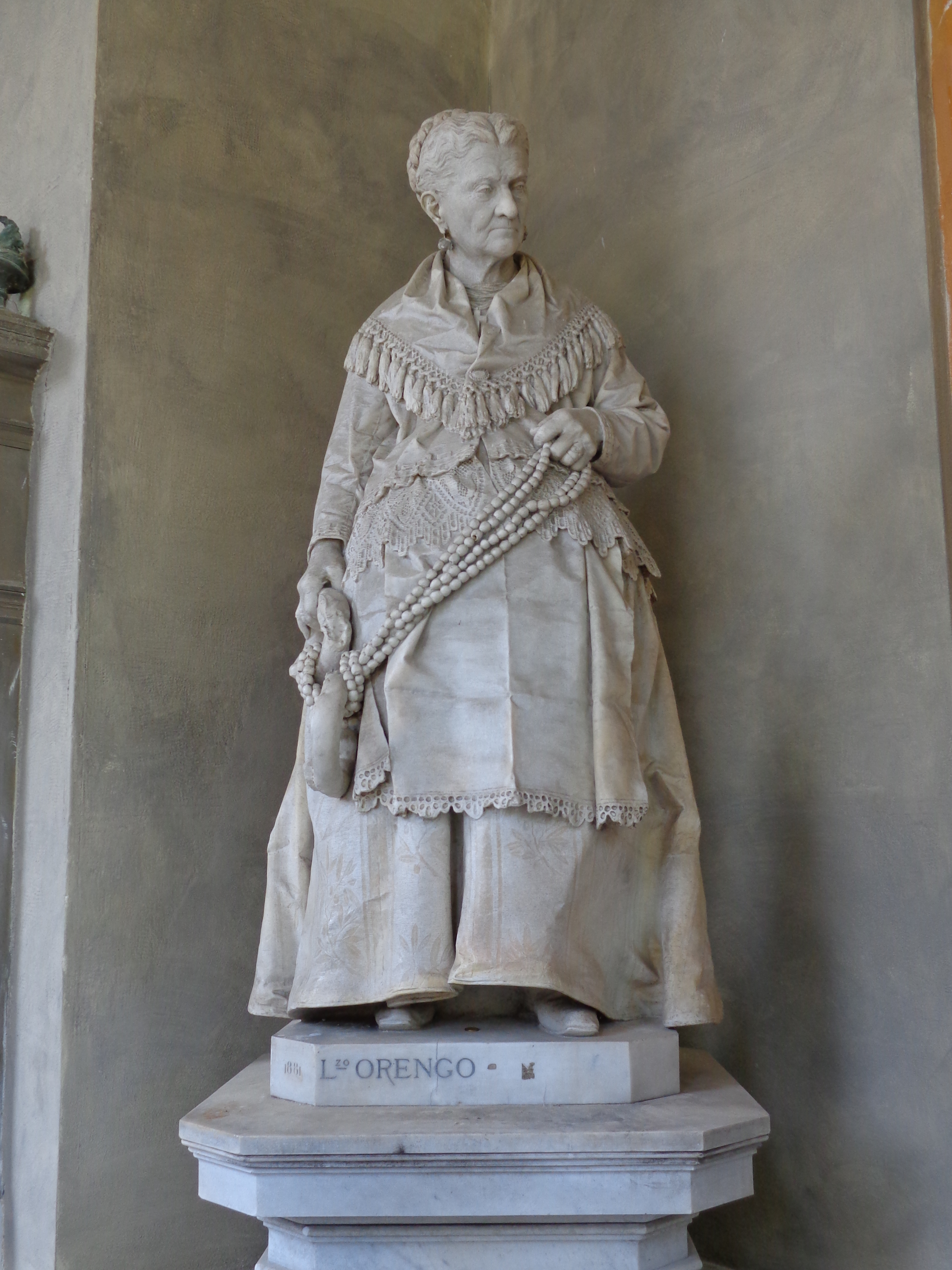
Die Nussverkäuferin (1881)

- Porträtbüste von Otto von Savoyen, Castello di Racconigi, 1867[1]
- Medaillon mit Halbfigur hl. Matthäus, Fassade der Kirche Santa Maria Immacolata, Genua, um 1870

im Monumentalfriedhof Staglieno:
- Adam, Pantheon, Cappella dei suffragi, 1875
- Grabmal für Caterina Campodonico (Die Nussverkäuferin), 1881
- Grabmal Whitehead und Bentley, 1885–1887
- Grabmal für Adolfo Giordano, 1887
- Grabmal für Pierino Beccari, 1888
- Grabmal Giuseppe Ratto, 1890
- Grabmal Maine, 1892
- Grabmal Familie Mantero, 1895
- Grabmal Pescia, 1897